# Giuseppe Grandi
Giuseppe Grandi (Ganna, 17 ottobre 1843 – Ganna, 30 novembre 1894) è stato uno scultore italiano.

## Biografia

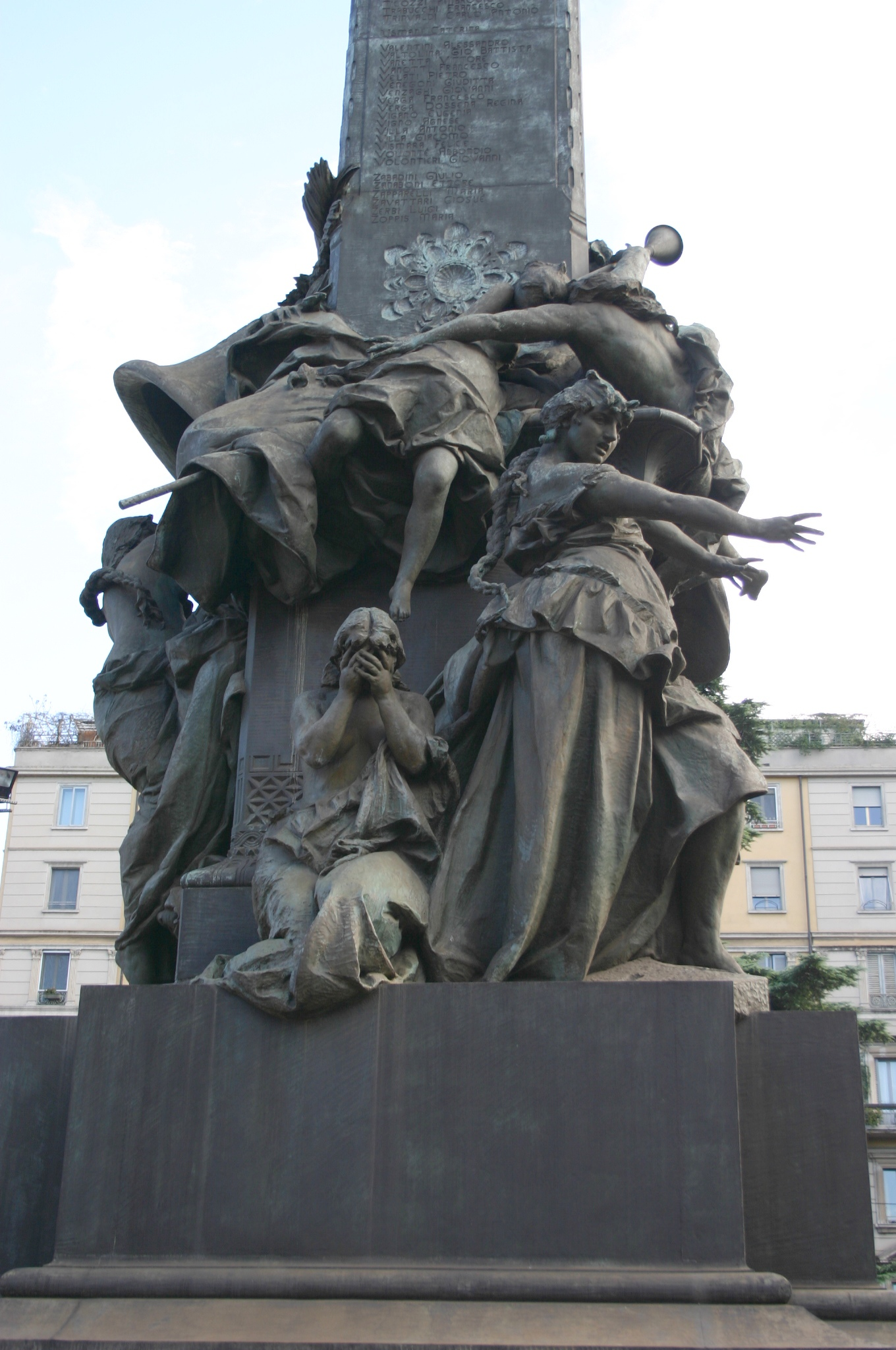
Monumento alle Cinque Giornate di Milano, Piazza Cinque Giornate, Milano

Segue gli insegnamenti di Vincenzo Vela all'Accademia Albertina di Torino. Nel 1866 vince il concorso Canonica con una scultura dedicata a Ulisse ed inizia a lavorare con lo scultore verista Tabacchi a Torino.
Dopo il periodo torinese, rientrato a Milano, entra a far parte del gruppo di artisti della Scapigliatura lombarda. Amico di Tranquillo Cremona e di Daniele Ranzoni, assume con loro posizioni di rinnovamento antiaccademico e condivide le comuni ricerche luministiche. Dimenticando la levigatezza neoclassica ed il nitore dell'arte romantica cerca effetti di luminismo pittorico nella scultura. Giunge così ad elaborare la propria modellazione scultorea, dai modi vibranti e vivaci.
Uno dei primi esempi è il monumento a Cesare Beccaria del 1871. Altre opere notevoli sotto questo aspetto sono il Paggio di Lara (1873) e, soprattutto, il Maresciallo Ney (1874) nella quale opera si rivela libero da ogni romanticismo retorico.
Nel 1881 partecipa al concorso pubblico indetto per il Monumento alle Cinque Giornate di Milano in piazza di Porta Vittoria.
Il suo bozzetto risulterà vincente e per tredici anni l'artista lavorerà intensamente a questo che risulterà il suo capolavoro: compone, modella, assiste alle fusioni. Giunge persino a crearsi un piccolo serraglio di animali dai quali trarre modelli per le sculture che compongono l'opera. A rappresentare ognuna delle cinque giornate vengono scelte, come modelle, cinque ragazze di estrazione popolare.
La morte lo coglie il 30 novembre 1894, prima di poter vedere inaugurata la sua opera.
La città di Milano gli ha dedicato una piazza.

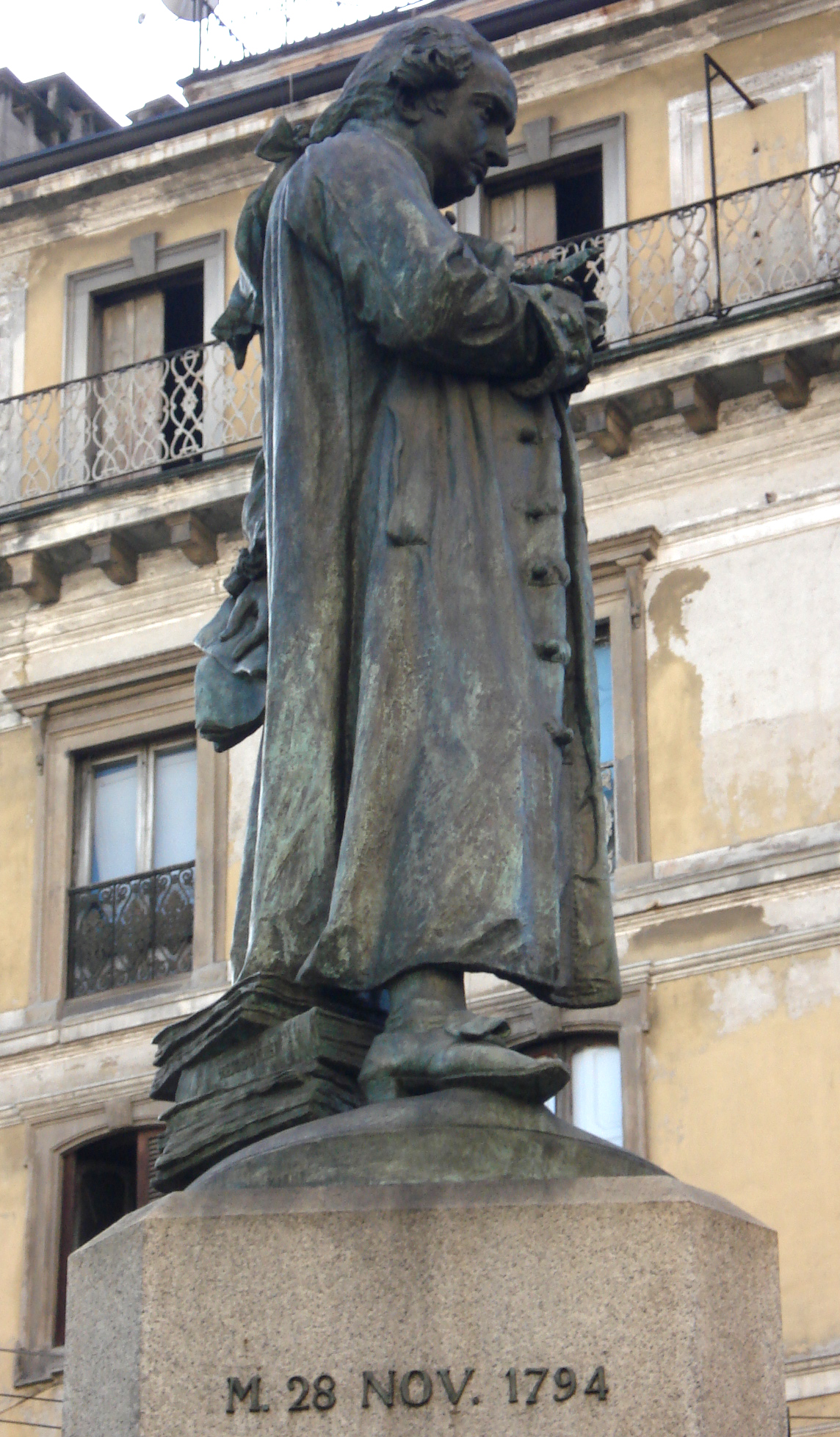
Monumento a Cesare Beccaria, Piazza Beccaria, Milano

### Concorsi
- Torino, 1865, Concorso annuale, Scultura, Seconda classe Bassorilievo: Accademia dal Nudo, Menzione onorevole; Terza classe, Invenzione: L'incontro di Giacobbe e Rachele. Giacobbe riconosce con lagrime di tenerezza e di affetto la sua cugina Rachele e la bacia, Premio medaglia d'argento, Scultura, Quarta classe, Testa d'espressione, 1a Menzione onorevole.

### Esposizioni
- Torino, 1865, Promotrice delle Belle Arti, Il Birichino di Parigi (Victor Hugo, I Miserabili), bassorilievo in marmo.
- Genova, 1865, Promotrice di Belle Arti, Il Birichino di Parigi, bassorilievo in marmo.[2]